# Liste der Baudenkmale in Zehdenick
In der Liste der Baudenkmale in Zehdenick sind alle Baudenkmale der brandenburgischen Stadt Zehdenick und ihrer Ortsteile aufgelistet. Grundlage ist die Veröffentlichung der Landesdenkmalliste mit dem Stand vom 31. Dezember 2020.

## Legende
In den Spalten befinden sich folgende Informationen:
- ID-Nr.: Die Nummer wird vom Brandenburgischen Landesamt für Denkmalpflege vergeben. Ein Link hinter der Nummer führt zum Eintrag über das Denkmal in der Denkmaldatenbank. In dieser Spalte kann sich zusätzlich das Wort Wikidata befinden, der entsprechende Link führt zu Angaben zu diesem Denkmal bei Wikidata.
- Lage: die Adresse des Denkmales und die geographischen Koordinaten. Link zu einem Kartenansichtstool, um Koordinaten zu setzen. In der Kartenansicht sind Denkmale ohne Koordinaten mit einem roten beziehungsweise orangen Marker dargestellt und können in der Karte gesetzt werden. Denkmale ohne Bild sind mit einem blauen bzw. roten Marker gekennzeichnet, Denkmale mit Bild mit einem grünen beziehungsweise orangen Marker.
- Bezeichnung: Bezeichnung in den offiziellen Listen des Brandenburgischen Landesamtes für Denkmalpflege. Ein Link hinter der Bezeichnung führt zum Wikipedia-Artikel über das Denkmal.
- Beschreibung: die Beschreibung des Denkmales
- Bild: ein Bild des Denkmales und gegebenenfalls einen Link zu weiteren Fotos des Baudenkmals im Medienarchiv Wikimedia Commons

## Über die Gemeindegrenzen hinaus
17 historische Gedenksteine im Jagdgebiet Schorfheide stehen auf dem Gebiet der Gemeinden Schorfheide (Barnim), Joachimsthal (Barnim), Templin (Uckermark), Zehdenick (Oberhavel) unter Denkmalschutz, siehe Liste der Baudenkmale in Schorfheide. Auf dem Gebiet der Gemeinde Zehdenick liegt folgendes Teildenkmal:
| ID-Nr.            | Lage             | Bezeichnung                         | Beschreibung | Bild |
| ----------------- | ---------------- | ----------------------------------- | --- | ---- |
| 09175936 Wikidata | Zehdenick (Lage) | Gedenkstein, August von Württemberg | Der Stein ist ein Teildenkmal des Denkmals „17 Gedenksteine in der Schorfheide“ (ID: 09175920), nordöstlich von Wesendorf gelegen, gewidmet August von Württemberg (1813-1885), um 1885 aufgestellt, mit Inschrift: „Friedrich August Eberhard, Prinz von Württemberg, Kön. Preuss. Generaloberst v.d. Kavallerie, am 9.Jan.1885 auf der Jagd zum Tode erkrankt, schied hier von seinen trauernden Jagdgefährten, Zehdenick, † 12.Januar 1885“ | BW   |

## Baudenkmale in den Ortsteilen

### Badingen
| ID-Nr.                           | Lage                             | Bezeichnung | Beschreibung | Bild |
| -------------------------------- | -------------------------------- | --- | ------------ | --- |
| 09165236                         | Badinger Dorfstraße 42-46 (Lage) | Schloss mit Kapellenanbau und Brennerei, „Käsehaus“, Wohnhaus, straßenseitige Einfriedung sowie umgebende Feldstein-Ziegel-Mauer mit Rundturm und Tor |              | Schloss mit Kapellenanbau und Brennerei, „Käsehaus“, Wohnhaus, straßenseitige Einfriedung sowie umgebende Feldstein-Ziegel-Mauer mit Rundturm und Tor |
| 09165187                         | Badinger Dorfstraße 47 (Lage)    | Dorfkirche einschließlich Umfassungsmauer des Kirchhofs                                                                                               |              | weitere Bilder |
| 09165887 Teilobjekt zu: 09165187 | Badinger Dorfstraße 47 (Lage)    | Orgel |              | BW |

### Bergsdorf
| ID-Nr.                           | Lage                              | Bezeichnung                                                                       | Beschreibung                              | Bild                                                                              |
| -------------------------------- | --------------------------------- | --------------------------------------------------------------------------------- | ----------------------------------------- | --------------------------------------------------------------------------------- |
| 09165477                         | Bergsdorfer Bahnhofstraße (Lage)  | Bahnhof Bergsdorf, bestehend aus Empfangsgebäude, Güterschuppen und Pflasterung   |                                           | Bahnhof Bergsdorf, bestehend aus Empfangsgebäude, Güterschuppen und Pflasterung   |
| 091 Teilobjekt zu: 09165477      | Bergsdorfer Bahnhofstraße ()      | Güterschuppen                                                                     |                                           | ein Bild hochladen                                                                |
| 09165189                         | Bergsdorfer Dorfstraße (Lage)     | Dorfkirche                                                                        |                                           | weitere Bilder                                                                    |
| 09165409                         | Bergsdorfer Dorfstraße 1 (Lage)   | Gehöft, bestehend aus Wohnhaus und zwei Wirtschaftsgebäuden                       | Nutzung durch das Kurt Mühlenhaupt Museum | Gehöft, bestehend aus Wohnhaus und zwei Wirtschaftsgebäuden                       |
| 09166355 Teilobjekt zu: 09165409 | Bergsdorfer Dorfstraße 1 ()       | Stall                                                                             |                                           | ein Bild hochladen                                                                |
| 09166356 Teilobjekt zu: 09165409 | Bergsdorfer Dorfstraße 1 ()       | Scheune                                                                           |                                           | ein Bild hochladen                                                                |
| 09165375                         | Bergsdorfer Dorfstraße 52 (Lage)  | Wohnhaus mit Scheune                                                              |                                           | Wohnhaus mit Scheune                                                              |
| 09166326 Teilobjekt zu: 09165375 | Bergsdorfer Dorfstraße 52 ()      | Scheune                                                                           |                                           | ein Bild hochladen                                                                |
| 09165402                         | Bergsdorfer Dorfstraße 120 (Lage) | Pfarrgehöft, bestehend aus Pfarrhaus, Stallgebäude und Einfriedung mit Torpfosten |                                           | Pfarrgehöft, bestehend aus Pfarrhaus, Stallgebäude und Einfriedung mit Torpfosten |
| 09166348 Teilobjekt zu: 09165402 | Bergsdorfer Dorfstraße 120 ()     | Pfarrhaus                                                                         |                                           | ein Bild hochladen                                                                |
| 09166349 Teilobjekt zu: 09165402 | Bergsdorfer Dorfstraße 120 ()     | Stall                                                                             |                                           | ein Bild hochladen                                                                |
| 09166350 Teilobjekt zu: 09165402 | Bergsdorfer Dorfstraße 120 ()     | Stall                                                                             |                                           | ein Bild hochladen                                                                |

### Burgwall
| ID-Nr.                           | Lage                          | Bezeichnung                                                                | Beschreibung | Bild                         |
| -------------------------------- | ----------------------------- | -------------------------------------------------------------------------- | ------------ | ---------------------------- |
| 09165545                         | Marienthaler Straße 12 (Lage) | Gasthaus „Blaurocks Gasthof“                                               |              | Gasthaus „Blaurocks Gasthof“ |
| 09165485                         | Marienthaler Straße 13 (Lage) | Wohnhaus mit zwei Wirtschaftsgebäuden der ehemaligen Ziegelei Spieß & Co   |              | BW                           |
| 09166424 Teilobjekt zu: 09165485 | Marienthaler Straße 13 ()     | Wirtschaftsgebäude                                                         |              | ein Bild hochladen           |
| 09166425 Teilobjekt zu: 09165485 | Marienthaler Straße 13 ()     | Stall & Toilettenhaus                                                      |              | ein Bild hochladen           |
| 09165576                         | Marienthaler Straße 16 (Lage) | Hoffmannscher Ringofen mit Schornstein der ehemaligen Ziegelei Brandenburg |              | weitere Bilder               |

### Kappe
| ID-Nr.            | Lage                     | Bezeichnung | Beschreibung | Bild           |
| ----------------- | ------------------------ | ----------- | --- | -------------- |
| 09165423 Wikidata | Kapper Dorfstraße (Lage) | Dorfkirche  | Die evangelische Dorfkirche ist ein neugotischer Bau aus den Jahren 1891/1892. Der Entwurf stammt von Kreisbaumeister Prentzel. Die Ausstattung im Inneren ist aus der Bauzeit. Der Kirchenfen stammt aus dem Jahr 1911 und wurde vom Königlichen Hüttenamt Wasseralfingen erstellt. | weitere Bilder |

### Klein-Mutz
| ID-Nr.   | Lage                               | Bezeichnung                                       | Beschreibung                                                                                                  | Bild                                   |
| -------- | ---------------------------------- | ------------------------------------------------- | --- | -------------------------------------- |
| 09165369 | (Lage)                             | Bismarck-Säule, auf dem Hohen Timpberg            | 1900 nach einem Entwurf des Dresdener Architekten Wilhelm Kreis erbaut                                        | Bismarck-Säule, auf dem Hohen Timpberg |
| 09165203 | Alter Anger 32a (Lage)             | Dorfkirche mit Friedhofsmauer und Backsteinportal | Feldsteinturm aus dem 13. Jahrhundert, nach dem Brand von 1754 wurde das Kirchenschiff 1755 wieder aufgebaut. | weitere Bilder                         |
| 09166095 | Alter Anger, Häsener Straße (Lage) | Gefallenendenkmal                                 | | Gefallenendenkmal                      |
| 09165467 | Alter Anger 32 (Lage)              | Pfarrhaus mit Einfriedung                         | | Pfarrhaus mit Einfriedung              |
| 09165468 | Alter Anger 36 (Lage)              | Dorfschmiede                                      | | Dorfschmiede                           |

### Krewelin
| ID-Nr.                           | Lage                           | Bezeichnung                                                                        | Beschreibung | Bild               |
| -------------------------------- | ------------------------------ | ---------------------------------------------------------------------------------- | --- | ------------------ |
| 09165220 Wikidata                | Kreweliner Dorfstraße (Lage)   | Dorfkirche                                                                         | Die evangelische Dorfkirche aus Fachwerk wurde im Jahre 1694 erbaut. Es ist ein Saalbau mit einem südlichen Anbau. Auf dem Dach befindet sich ein Dachreiter mit einer Haube. Der Kanzelaltar und die Emporen sind aus der Bauzeit. Der Taufständer aus Holz wurde zu Beginn des 18. Jahrhunderts erstellt. | weitere Bilder     |
| 09166069                         | Kreweliner Dorfstraße 4 (Lage) | Gehöft, bestehend aus Wohnhaus mit Anbau, drei Wirtschaftsgebäuden und Einfriedung | Das Gehöft liegt in der östlichen Hälfte des Dorfes an der Südseite der Straße. | BW                 |
| 09166070 Teilobjekt zu: 09166069 | Kreweliner Dorfstraße 4 ()     | Wohnhaus                                                                           | Das Wohnhaus befindet sich an der Straße, der Anbau an dem Wohnhaus liegt auf der westlichen Seite des Hofes. | ein Bild hochladen |
| 09166071 Teilobjekt zu: 09166069 | Kreweliner Dorfstraße 4 ()     | Stall                                                                              | Der Stall befindet sich auf der östlichen Seite des Hofes. | ein Bild hochladen |
| 09166072 Teilobjekt zu: 09166069 | Kreweliner Dorfstraße 4 ()     | Stall                                                                              | Der Stall befindet sich auf der westlichen Seite des Hofes. | ein Bild hochladen |
| 09166073 Teilobjekt zu: 09166069 | Kreweliner Dorfstraße 4 ()     | Scheune                                                                            | Die Scheune befindet sich auf der Rückseite des Hofes. | ein Bild hochladen |

### Kurtschlag
| ID-Nr.                           | Lage                           | Bezeichnung | Beschreibung                                      | Bild           |
| -------------------------------- | ------------------------------ | ----------- | ------------------------------------------------- | -------------- |
| 09165422                         | Kurtschlager Dorfstraße (Lage) | Dorfkirche  |                                                   | weitere Bilder |
| 09165650 Teilobjekt zu: 09165422 | Kurtschlager Dorfstraße (Lage) | Orgel       | Der Orgelbauer war Friedrich Hermann Lütkemüller. | BW             |

### Marienthal
| ID-Nr.            | Lage                              | Bezeichnung                                 | Beschreibung | Bild           |
| ----------------- | --------------------------------- | ------------------------------------------- | ------------ | -------------- |
| 09165536 Wikidata | Marienthaler Dorfstraße 65 (Lage) | Dorfkirche mit anschließender Küsterwohnung |              | weitere Bilder |

### Mildenberg
| ID-Nr.            | Lage                                                   | Bezeichnung | Beschreibung                       | Bild |
| ----------------- | ------------------------------------------------------ | --- | ---------------------------------- | --- |
| 09165226          | Am Welsengraben 12 (Lage)                              | Ziegelringofen, ehemaliges Werk III.2 |                                    | Ziegelringofen, ehemaliges Werk III.2                                                                                           |
| 09165537          | Am Welsengraben 11, 12, Ziegelei 6a, 6b, 10, 15 (Lage) | Werk III.1 und III.2 des ehemaligen VEB Zehdenicker Ziegelindustrie mit den dazugehörigen Gebäuden einschließlich ihrer technischen Einrichtungen sowie den technischen Anlagen. | Die Ziegelei ist heute ein Museum. | weitere Bilder |
| 09165546          | Am Welsengraben 8, 9 (Lage)                            | Ziegelei Prerauer-Neubau, bestehend aus zwei Wohnhäusern, zwei Wirtschaftsgebäuden, Lokomotivschuppen, Werkstatt und Wasserturm                                                  |                                    | Ziegelei Prerauer-Neubau, bestehend aus zwei Wohnhäusern, zwei Wirtschaftsgebäuden, Lokomotivschuppen, Werkstatt und Wasserturm |
| 09165208 Wikidata | Mildenberger Dorfstraße (Lage)                         | Dorfkirche |                                    | weitere Bilder |
| 09165377          | Ziegelei 10 (Lage)                                     | Schwimmdampframme „Hecht“, Reg.-Nr. 013 B 22- 8 (aufbewahrt bei der Gesellschaft für Museum und Touristik Mildenberg)                                                            |                                    | Schwimmdampframme „Hecht“, Reg.-Nr. 013 B 22- 8 (aufbewahrt bei der Gesellschaft für Museum und Touristik Mildenberg)           |

### Ribbeck
| ID-Nr.            | Lage                            | Bezeichnung | Beschreibung | Bild           |
| ----------------- | ------------------------------- | ----------- | ------------ | -------------- |
| 09165178 Wikidata | Ribbecker Dorfstraße 34a (Lage) | Dorfkirche  |              | weitere Bilder |
| 09165177          | Ribbecker Dorfstraße 35 (Lage)  | Gutshaus    |              | Gutshaus       |
| 09165539          | Ribbecker Dorfstraße 35 (Lage)  | Speicher    |              | Speicher       |

### Vogelsang
| ID-Nr.   | Lage                         | Bezeichnung | Beschreibung | Bild |
| -------- | ---------------------------- | --- | ------------ | --- |
| 09165757 | Zehdenicker Straße 20 (Lage) | Bahnhof Vogelsang, bestehend aus Empfangsgebäude mit Stellwerksanbau, Güterschuppen mit Rampe und Straßenpflasterung |              | Bahnhof Vogelsang, bestehend aus Empfangsgebäude mit Stellwerksanbau, Güterschuppen mit Rampe und Straßenpflasterung |

### Wesendorf
| ID-Nr.   | Lage                | Bezeichnung                                                                                        | Beschreibung | Bild           |
| -------- | ------------------- | -------------------------------------------------------------------------------------------------- | ------------ | -------------- |
| 09165561 | Steinbergweg (Lage) | Försterei Blockhaus, bestehend aus Forsthaus und Wirtschaftsgebäude                                |              | BW             |
| 09165421 | Dorfanger (Lage)    | Dorfkirche                                                                                         |              | weitere Bilder |
| 09165489 | Dorfanger 2 (Lage)  | Gehöft, bestehend aus Wohnhaus (ehemals Gasthaus) und drei Wirtschaftsgebäuden                     |              | BW             |
| 09165490 | Dorfanger 20 (Lage) | Gehöft, bestehend aus Wohnhaus, drei Wirtschaftsgebäuden, Pflasterung, Wasserpumpe und Einfriedung |              | BW             |

### Zabelsdorf
| ID-Nr.   | Lage                              | Bezeichnung | Beschreibung | Bild           |
| -------- | --------------------------------- | ----------- | --- | -------------- |
| 09165212 | Zabelsdorfer Dorfstraße 45 (Lage) | Dorfkirche  | Bei der aus Feldsteinen errichteten Dorfkirche in Zabelsdorf handelt es sich um einen aus der zweiten Hälfte des 13. Jahrhunderts stammenden Saalbau mit Satteldach. Der westliche Querturm besitzt einen quadratischen Turmaufsatz mit einem Zeltdach. Des Weiteren besitzt die Kirche am Ostende der Nordwand eine tonnengewölbte Sakristei mit Pultdach. | weitere Bilder |

### Zehdenick
| ID-Nr.            | Lage                                                         | Bezeichnung | Beschreibung | Bild |
| ----------------- | ------------------------------------------------------------ | --- | --- | --- |
| 09165465          | Am Bahnhof 1-5 (Lage)                                        | Bahnhof Zehdenick (Mark), bestehend aus Empfangsgebäude, Stellwerkhäuschen, Toilettengebäude, zwei Wohnhäusern und Wirtschaftsgebäude  | | weitere Bilder |
| 09165428          | Am Bahnhof Neuhof (Lage)                                     | Bahnhof Zehdenick-Neuhof, bestehend aus Empfangsgebäude mit Güterabfertigung, Toilettenhäuschen und Nebengebäude sowie „Kaiserbahnhof“ | | weitere Bilder |
| 09165023          | Am Kirchplatz, Kathagenstraße, Klosterstraße (Lage)          | Grundriss und allgemeine Aufrissproportionen der Platzumbauung                                                                         | | BW |
| 09165181          | Am Kirchplatz (Lage)                                         | Stadtkirche | Die Stadtkirche wurde etwa um das Jahr 1250 als Feldsteinquadermauerwerk erbaut. Die Kirche brannte mehrfach nieder, zuletzt beim großen Zehdenicker Stadtbrand im Jahr 1801. Ihre jetzige Gestaltung als großer Saalbau geht auf den Wiederaufbau in den Jahren von 1805 bis 1812 zurück. | Stadtkirche |
| 09165182          | Am Kirchplatz 10 (Lage)                                      | Schule | | Schule |
| 09165042          | Am Markt, Berliner Straße, Klosterstraße, Marktstraße (Lage) | Allgemeine Aufrissproportionen der Platzumbauung (Marktplatz)                                                                          | | Allgemeine Aufrissproportionen der Platzumbauung (Marktplatz)                                                                     |
| 09165179          | Am Markt (Lage)                                              | Rathaus | Das Rathaus entstand in den Jahren 1801 bis 1803. Es wurde im Stil des Klassizismus erbaut. Im Jahre 1838 wurde das Rathaus erweitert. Auf dem Satteldach befindet sich ein Uhrenturm mit einer Schweifhaube.                                                                              | weitere Bilder |
| 09165180          | Am Markt 1 (Lage)                                            | Ehemaliges Hotel „Zum Kronprinzen“ | | Ehemaliges Hotel „Zum Kronprinzen“                                                                                                |
| 09165007          | Am Saatzuchtgut 22 (Lage)                                    | Gutshaus der Neuen Domäne Zehdenick | | Gutshaus der Neuen Domäne Zehdenick                                                                                               |
| 09165488          | An der Hastbrücke 1 (Lage)                                   | Wohnhaus mit Hofgebäude | | Wohnhaus mit Hofgebäude |
| 09165548          | Bahnhofstraße 12 (Lage)                                      | Wohnhaus mit Hofgebäude und Einfriedung                                                                                                | | Wohnhaus mit Hofgebäude und Einfriedung                                                                                           |
| 09165100          | Bahnhofstraße 27 (Lage)                                      | Villa mit Einfriedung und Gartenhaus                                                                                                   | | Villa mit Einfriedung und Gartenhaus                                                                                              |
| 09165481          | Bahnhofstraße 45 (Lage)                                      | Wohnhaus mit Einfriedung | | Wohnhaus mit Einfriedung |
| 09165517          | Berliner Straße 12 (Lage)                                    | Verkaufsraum der „Klostermetzgerei“ | | Verkaufsraum der „Klostermetzgerei“                                                                                               |
| 09165318          | Berliner Straße 15 (Lage)                                    | Wohn- und Geschäftshaus | | Wohn- und Geschäftshaus |
| 09165549          | Berliner Straße 30 (Lage)                                    | Wohnhaus | | Wohnhaus |
| 09165319          | Clara-Zetkin-Straße 14 (Lage)                                | ehemaliges Evangelisches Stift (heute Christliches Altersheim)                                                                         | | ehemaliges Evangelisches Stift (heute Christliches Altersheim)                                                                    |
| 09165760          | Dammhaststraße 1 (Lage)                                      | Wohnhaus | | Wohnhaus |
| 09165320          | Dammhaststraße 21 (Lage)                                     | Ehemalige Lederfabrik C. Siegelkow | | Ehemalige Lederfabrik C. Siegelkow                                                                                                |
| 09165164          | Dammhaststraße 50 (Lage)                                     | Gedenktafel zur Vereinigung der KPD und SPD zur SED, am Kino „Alhambra“                                                                | | Gedenktafel zur Vereinigung der KPD und SPD zur SED, am Kino „Alhambra“                                                           |
| 09165321          | Dammhaststraße 60 (Lage)                                     | Wohn- und Geschäftshaus | | Wohn- und Geschäftshaus |
| 09165459          | Eisenbahnstraße / Darrgang (Lage)                            | Gaswerk, bestehend aus Wohnhaus, Werksgebäude, Nebengebäude und Einfriedung                                                            | | Gaswerk, bestehend aus Wohnhaus, Werksgebäude, Nebengebäude und Einfriedung                                                       |
| 09165162          | Ernst-Thälmann-Platz / Parkstraße (Lage)                     | Ehrenmal für die Opfer des Faschismus (OdF)                                                                                            | | Ehrenmal für die Opfer des Faschismus (OdF)                                                                                       |
| 09165169          | Falkenthaler Chaussee (Lage)                                 | Meilenstein | | Meilenstein |
| 09165516          | Fischerstraße 27 (Lage)                                      | Wohnhaus mit zwei Hofgebäuden und Hofpflasterung                                                                                       | | Wohnhaus mit zwei Hofgebäuden und Hofpflasterung                                                                                  |
| 09165393          | Freiarche, Voßkanal (Lage)                                   | Bauhofsarche | | weitere Bilder |
| 09165583          | Friedhofstraße (Lage)                                        | Friedhofskapelle und Friedhofsmauer sowie Abschnitt mit Wandgräbern                                                                    | | weitere Bilder |
| 09165163          | Friedhofstraße ()                                            | Gedenkstätte zu Ehren der ermordeten Antifaschisten und der nach 1945 verstorbenen Kämpfer gegen den Faschismus, auf dem Friedhof      | | Gedenkstätte zu Ehren der ermordeten Antifaschisten und der nach 1945 verstorbenen Kämpfer gegen den Faschismus, auf dem Friedhof |
| 09165161          | Friedrich-Ebert-Platz (Lage)                                 | Sowjetischer Ehrenfriedhof | | Sowjetischer Ehrenfriedhof |
| 09165008          | Friedrich-Ebert-Platz 9 (Lage)                               | Amtsgericht | Das Amtsgericht wurde ab 1911 als großer zweigeschossiger, verputzter Bau im Stil des Neubarock erbaut. Der Feldsteinsockel des Hauses und diverse hölzerne Zierden lassen den Einfluss der Heimatschutzbewegung erkennen.                                                                 | weitere Bilder |
| 09165433 Wikidata | Friedrich-Engels-Straße 3 (Lage)                             | Katholische Kirche „Mariä Himmelfahrt“ mit Einfriedung                                                                                 | | weitere Bilder |
| 09165392          | Friedrich-Engels-Straße 14 (Lage)                            | Jüdischer Friedhof | | weitere Bilder |
| 09165412          | Hospitalstraße 1 (Lage)                                      | Schule mit Turnhalle | | Schule mit Turnhalle |
| 09165235          | Im Kloster (Lage)                                            | Zisterzienserinnen-Klosteranlage | | Zisterzienserinnen-Klosteranlage                                                                                                  |
| 09165967          | Kampstraße 64 (Lage)                                         | Gasthaus „Wolfskrug“, heute Wohnhaus                                                                                                   | | Gasthaus „Wolfskrug“, heute Wohnhaus                                                                                              |
| 09165487          | Kapellenstraße 2 (Lage)                                      | Wohnhaus | | Wohnhaus |
| 09165431          | Kapellenstraße 4 (Lage)                                      | Wohnhaus | | Wohnhaus |
| 09165432          | Kapellenstraße 19 (Lage)                                     | Wohnhaus | | Wohnhaus |
| 09165234          | Karl-Liebknecht-Platz 2 (Lage)                               | Amtshaus | | Amtshaus |
| 09165322          | Klosterstraße 1 (Lage)                                       | Wohn- und Geschäftshaus | | Wohn- und Geschäftshaus |
| 09165483          | Parkstraße 13 (Lage)                                         | Wohnhaus | | Wohnhaus |
| 09165551          | Parkstraße 56 (Lage)                                         | Wasserwerk, bestehend aus Wasserturm, Maschinenhaus, Filteranlage, Wohnhaus und Wirtschaftsgebäude                                     | | Wasserwerk, bestehend aus Wasserturm, Maschinenhaus, Filteranlage, Wohnhaus und Wirtschaftsgebäude                                |
| 09165484          | Poststraße 4 (Lage)                                          | Wohnhaus mit Hofgebäude | | Wohnhaus mit Hofgebäude |
| 09165635          | Poststraße 19 (Lage)                                         | Wohnhaus | | Wohnhaus |
| 09165391          | Rudolf-Breitscheid-Straße 1 (Lage)                           | Postamt mit Einfriedung | | Postamt mit Einfriedung |
| 09165150          | Schleusenstraße ()                                           | Henschel-Jonval-Turbine der ehemaligen Akkumulatorenwerke AG Zehdenick                                                                 | | ein Bild hochladen |
| 09165715          | Schleusenstraße 13 (Lage)                                    | Trockendock | | weitere Bilder |
| 09165213          | Schleusenstraße 15b (Lage)                                   | Amtmannshaus (so genanntes Schloss) | | Amtmannshaus (so genanntes Schloss)                                                                                               |
| 09165170          | Schleusenstraße 29 (Lage)                                    | Zwei Radabweiser | | Zwei Radabweiser |
| 09165476          | Treidelweg (Lage)                                            | Bodenstrombrücke und Klienitzbrücke | | Bodenstrombrücke und Klienitzbrücke                                                                                               |
| 09165434          | Triftweg 11a (Lage)                                          | Ehemalige Stärkefabrik, bestehend aus fünf Gebäuden und Schornstein                                                                    | | Ehemalige Stärkefabrik, bestehend aus fünf Gebäuden und Schornstein                                                               |
| 09165550          | Waldstraße 2 (Lage)                                          | Verwaltungsgebäude | | Verwaltungsgebäude |
| 09165575          | Ziegelei Görn und Krause (Lage)                              | Transformatorenstation der ehemaligen Ziegelei Görn & Krause                                                                           | | Transformatorenstation der ehemaligen Ziegelei Görn & Krause                                                                      |

## Ehemalige Baudenkmale
| ID-Nr. | Lage                                        | Bezeichnung                                        | Beschreibung | Bild                                               |
| ------ | ------------------------------------------- | -------------------------------------------------- | ------------ | -------------------------------------------------- |
|        | Zehdenick Marianne-Grunthal-Straße 2 (Lage) | Wandgestaltung der Gesamtschule (Exin-Grundschule) |              | Wandgestaltung der Gesamtschule (Exin-Grundschule) |